# Orthogneis

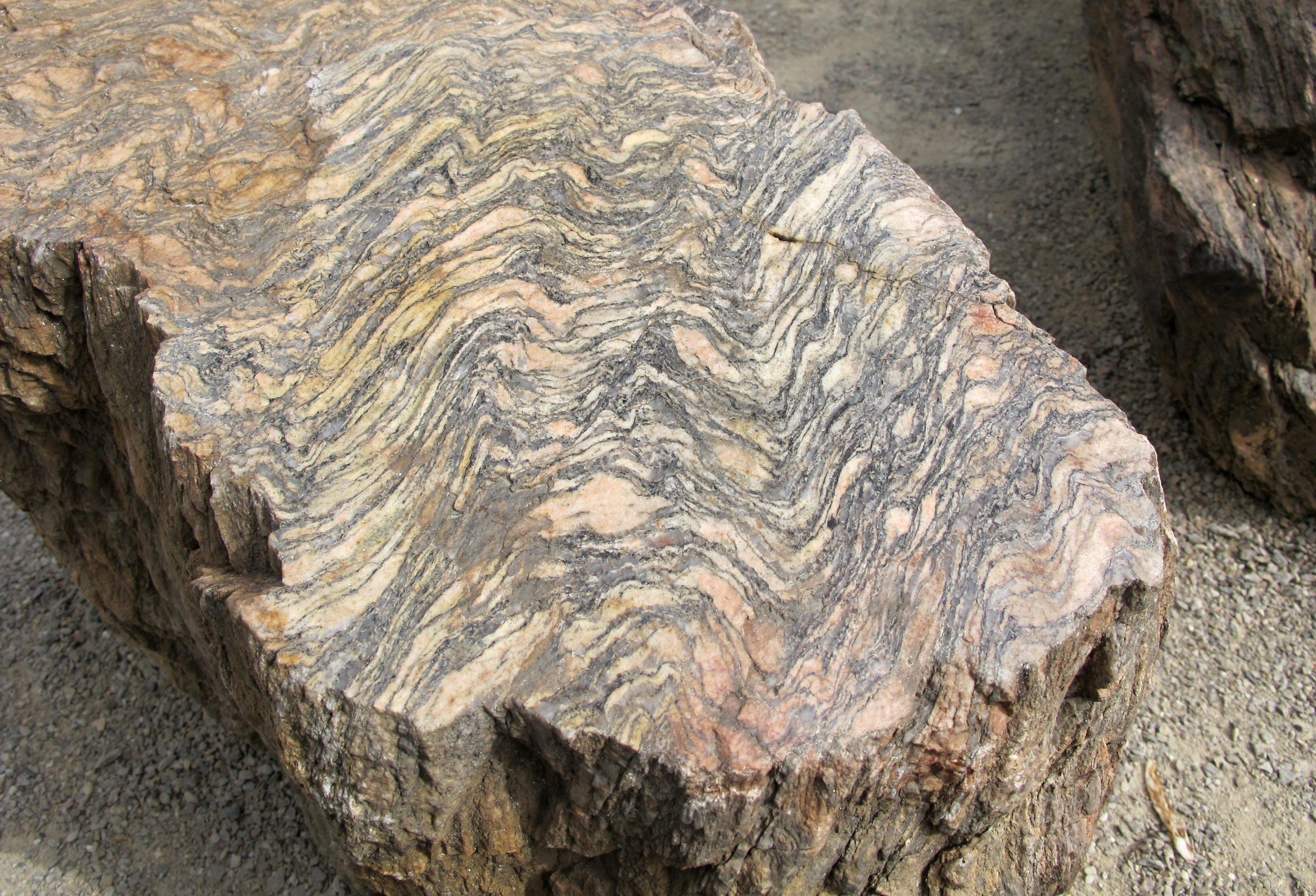
Orthogneis bij Albertov, Tsjechië. In dit gesteente zijn duidelijke foliaties en plooien te zien.

Een orthogneis is in de geologie en meer specifiek de petrologie een gneis waarvan verondersteld wordt dat de protoliet een (meestal felsisch - silicarijk) dieptegesteente was, meestal een granitoid zoals graniet. Orthogneisen staan tegenover paragneisen, dit zijn gneisen waarvan de protoliet een sedimentair gesteente was.
Waarschijnlijk bestaat het grootste gedeelte van de onderkorst onder de continenten uit orthogneis. De intrusie van felsische dieptegesteenten wordt in verband gebracht met fases van orogenese en continentale accretie. De korstverdikking en/of subductie waar dit mee gepaard gaat zorgt in de onderkorst voor partieel smelten. Dit partieel opsmelten zorgt voor kristalfractionatie, waarbij steeds felsischere magma ontstaat. Als het magma niet helemaal naar het aardoppervlak stijgt, stolt het als zogenaamde batholieten, grote intrusielichamen van dieptegesteente. De onderkorst onder kratons bestaat uit een groot aantal generaties van deze batholieten, die vaak sterk gedeformeerd en gemetamorfoseerd zijn door latere fasen van orogenese.